# Mademoiselle Zhivago
«Mademoiselle Zhivago» — десятий студійний альбом канадо-бельгійської поп-співачки Лари Фабіан. В Україні та Росії альбом вийшов 15 вересня 2010, у Франції та Бельгії — 21 червня 2012. У альбом входять пісні на англійській, французькій, італійські, іспанській та російській мовах.

## Список композицій
Автор музики і слів Лара Фабіан та Ігор Крутой. 
| Оригінальне видання | Оригінальне видання      | Оригінальне видання |
| #                   | Назва                    | Тривалість          |
| ------------------- | ------------------------ | ------------------- |
| 1.                  | «Demain n'existe pas»    | 4:36                |
| 2.                  | «Toccami»                | 5:01                |
| 3.                  | «Llora»                  | 5:48                |
| 4.                  | «Russian Fairy Tale»     | 4:08                |
| 5.                  | «Mademoiselle Hyde»      | 3:59                |
| 6.                  | «Desperate Housewife»    | 3:42                |
| 7.                  | «Lou»                    | 3:55                |
| 8.                  | «Everland»               | 3:35                |
| 9.                  | «Vocalise»               | 5:50                |
| 10.                 | «Tomorrow is a lie»      | 4:36                |
| 11.                 | «Любовь, Похожая На Сон» | 5:04                |
| 46:39               |                          |                     |

| Українське та російське видання (бонусні треки) | Українське та російське видання (бонусні треки) | Українське та російське видання (бонусні треки) |
| #                                               | Назва                                           | Тривалість                                      |
| ----------------------------------------------- | ----------------------------------------------- | ----------------------------------------------- |
| 1.                                              | «Demain n'existe pas»                           | 4:36                                            |
| 2.                                              | «Toccami»                                       | 5:01                                            |
| 3.                                              | «Llora»                                         | 5:48                                            |
| 4.                                              | «Russian Fairy Tale»                            | 4:08                                            |
| 5.                                              | «Mademoiselle Hyde»                             | 3:59                                            |
| 6.                                              | «Desperate Housewife»                           | 3:42                                            |
| 7.                                              | «Lou»                                           | 3:55                                            |
| 8.                                              | «Ever-Ever land»                                | 3:35                                            |
| 9.                                              | «Mr. President»                                 | 3:48                                            |
| 10.                                             | «Мама Моя»                                      | 4:22                                            |
| 11.                                             | «Vocalise»                                      | 5:50                                            |
| 12.                                             | «Tomorrow is a lie»                             | 4:36                                            |
| 13.                                             | «Любовь, Похожая На Сон»                        | 5:04                                            |

| Французьке та бельгійське видання (бонусні треки) | Французьке та бельгійське видання (бонусні треки) | Французьке та бельгійське видання (бонусні треки) |
| #                                                 | Назва                                             | Тривалість                                        |
| ------------------------------------------------- | ------------------------------------------------- | ------------------------------------------------- |
| 12.                                               | «Always»                                          | 5:30                                              |
| 13.                                               | «Je t'aime encore»                                | 5:03                                              |

## Чарти
| Чарт (2012)                     | Місце |
| ------------------------------- | ----- |
| Belgian Albums Chart (Валлонія) | 2     |